# Lesenice
Lesenice (bis 1927 slowakisch „Lesenica“; deutsch Lesenitz, ungarisch Leszenye) ist eine Gemeinde im Süden der Slowakei mit 485 Einwohnern (Stand 31. Dezember 2024). Sie gehört zum Okres Veľký Krtíš, einem Kreis des Banskobystrický kraj.

## Geographie
Die Gemeinde befindet sich im Talkessel Ipeľská kotlina, einem Teil der größeren Einheit Juhoslovenská kotlina, auf einer Flurterrasse zwischen den Bächen Čebovský potok und Studienka im Einzugsgebiet des Ipeľ, nahe der Staatsgrenze zu Ungarn. Das Ortszentrum liegt auf einer Höhe von 169 m n.m. und ist 21 Kilometer von Veľký Krtíš entfernt.
Nachbargemeinden sind Opatovská Nová Ves im Norden und Osten, Slovenské Ďarmoty im Südosten, Chrastince im Süden und Trebušovce im Westen und Nordwesten.

## Geschichte
Lesenice wurde zum ersten Mal 1244 als Lezene schriftlich erwähnt und lag im 14. Jahrhundert im Herrschaftsgebiet der Burg Litava und nach 1526 der Burg Čabraď. Im 18. und 19. Jahrhundert war das Dorf Besitz der Familie Majthényi. 1715 gab es 11 Haushalte, 1828 zählte man 61 Häuser und 367 Einwohner, die als Landwirte und Obstbauern beschäftigt waren.
Bis 1918/1919 gehörte der im Komitat Hont liegende Ort zum Königreich Ungarn und kam danach zur Tschechoslowakei beziehungsweise heute Slowakei. Auf Grund des Ersten Wiener Schiedsspruchs lag er von 1938 bis 1944 noch einmal in Ungarn.

## Bevölkerung
| Jahr                | 1994 | 2004    | 2014    | 2024    |
| ------------------- | ---- | ------- | ------- | ------- |
| Anzahl der Personen | 537  | 538     | 511     | 485     |
| Unterschied         |      | +0,18 % | −5,01 % | −5,08 % |

| Jahr                | 2023 | 2024    |
| ------------------- | ---- | ------- |
| Anzahl der Personen | 484  | 485     |
| Unterschied         |      | +0,20 % |

Gemäß der Volkszählung 2011 wohnten in Lesenice 522 Einwohner, davon 448 Slowaken, 56 Magyaren und ein Tscheche. 17 Einwohner machten keine Angabe zur Ethnie. 
421 Einwohner bekannten sich zur Römisch-katholischen Kirche, 76 Einwohner zur Evangelischen Kirche A. B., zwei Einwohner zur evangelisch-methodistischen Kirche und ein Einwohner zur griechisch-katholischen Kirche. Drei Einwohner bekannten sich zu einer anderen Konfession, vier Einwohner waren konfessionslos und bei 15 Einwohnern wurde die Konfession nicht ermittelt.

## Bauwerke
- römisch-katholische Kirche Mariä Geburt aus dem 18. Jahrhundert, ursprünglich im Spätbarockstil ausgeführt, zu Beginn des 20. Jahrhunderts umgebaut und im pseudoromanischen Stil neu gestaltet[6]
- evangelische Kirche